# Mülheim (Warstein)
Mülheim is een plaats in de Duitse gemeente Warstein, deelstaat Noordrijn-Westfalen, en telt 870 inwoners (2014).
Midden in het dorp, achter de dorpskerk, staat een 13e-eeuws kasteel. Het is een  commanderij (Duits: Kommende) van de Duitse Orde geweest. Na de Napoleontische tijd heeft het o.a. als klooster dienst gedaan. In 2015 werd er nog een Duitse bioscoopfilm, Nebel im August, naar een roman over de gedwongen euthanasie op psychiatrische patiënten in 1941-1942 van Robert Domes, opgenomen. De huidige en toekomstige bestemming van het gebouwencomplex is onzeker.
Het dorp Mülheim ( "molenhuis") heeft in de 19e eeuw en in de vroege 20e eeuw veel armoede gekend. Veel mannen verdienden er, evenals in de omliggende dorpen, een karig inkomen door thuis in kleine smederijtjes dunne, metalen kettingen te smeden.

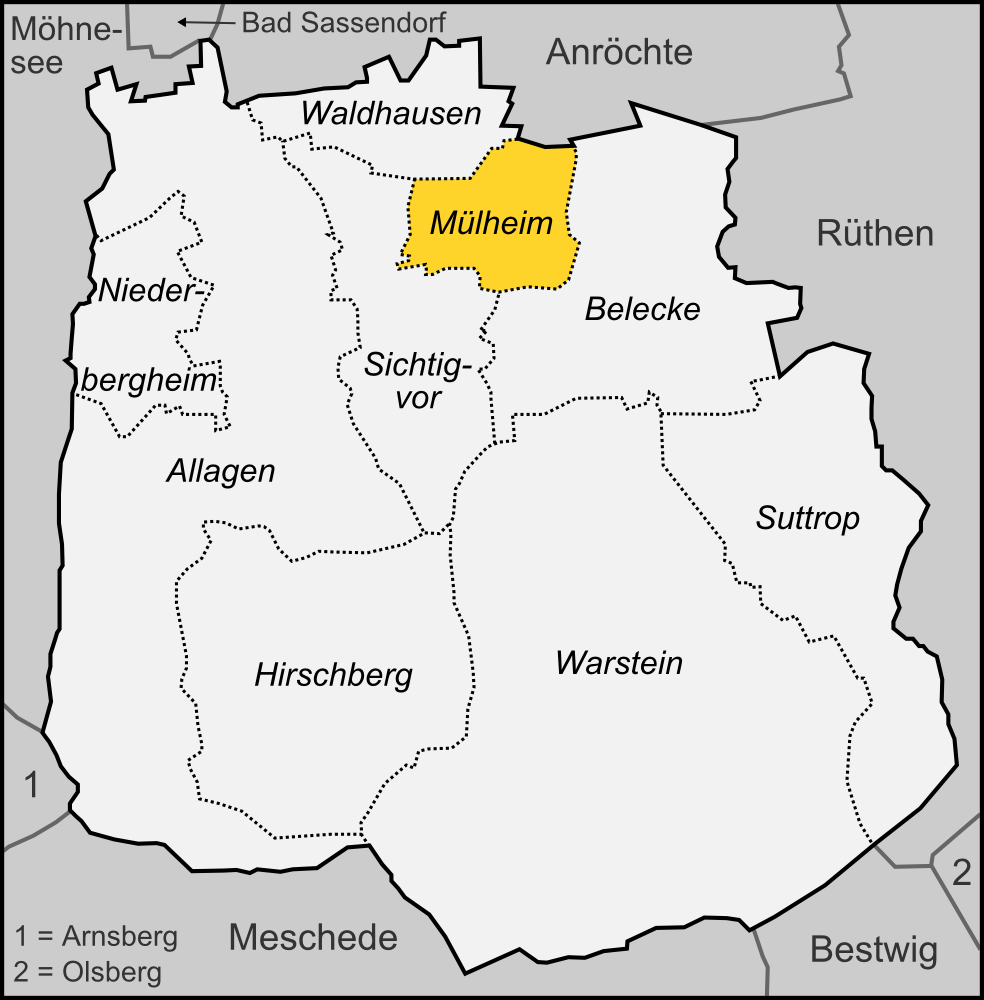
Ligging binnen de gemeente Warstein
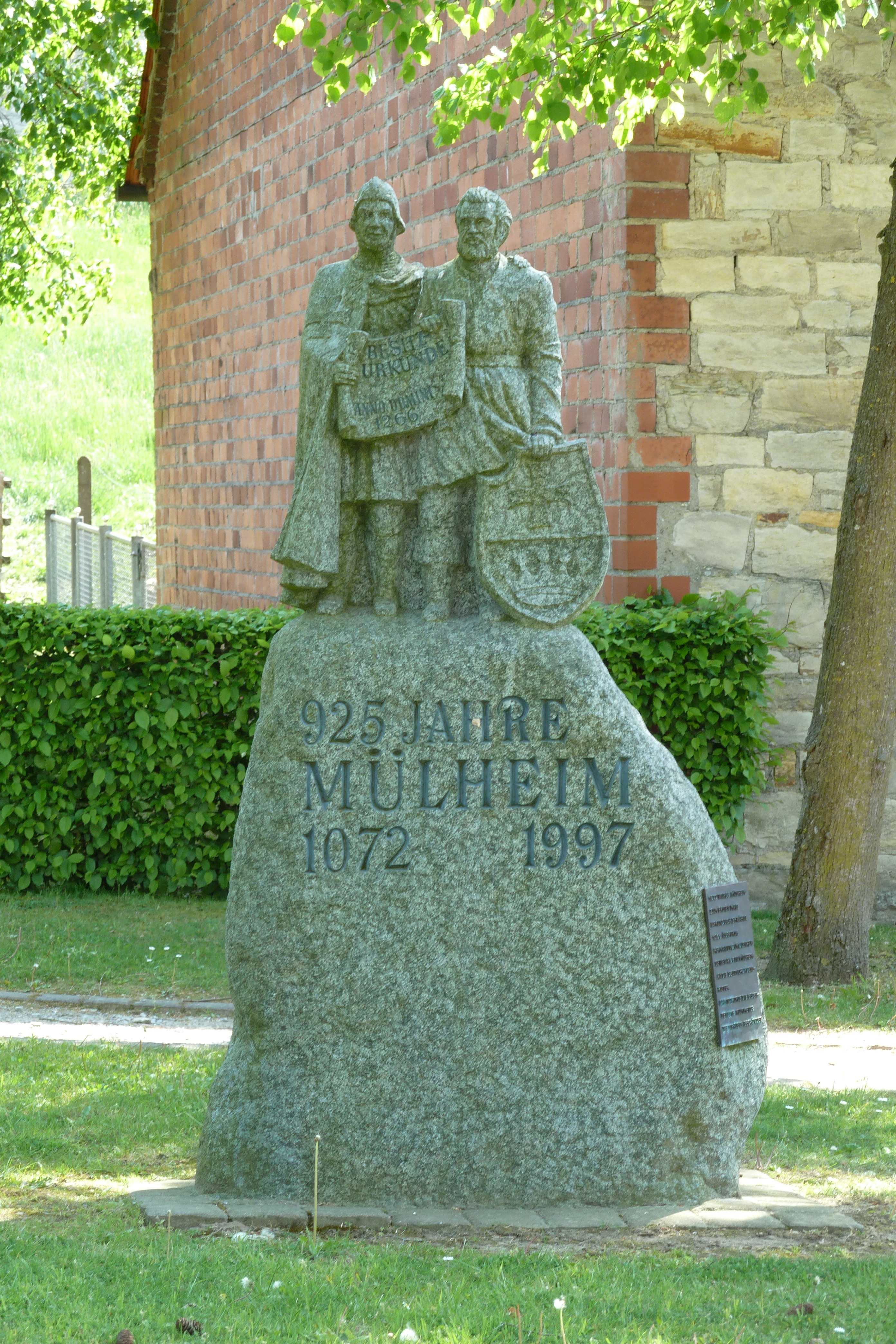
Sculptuur op het dorpsplein van Warstein-Mülheim
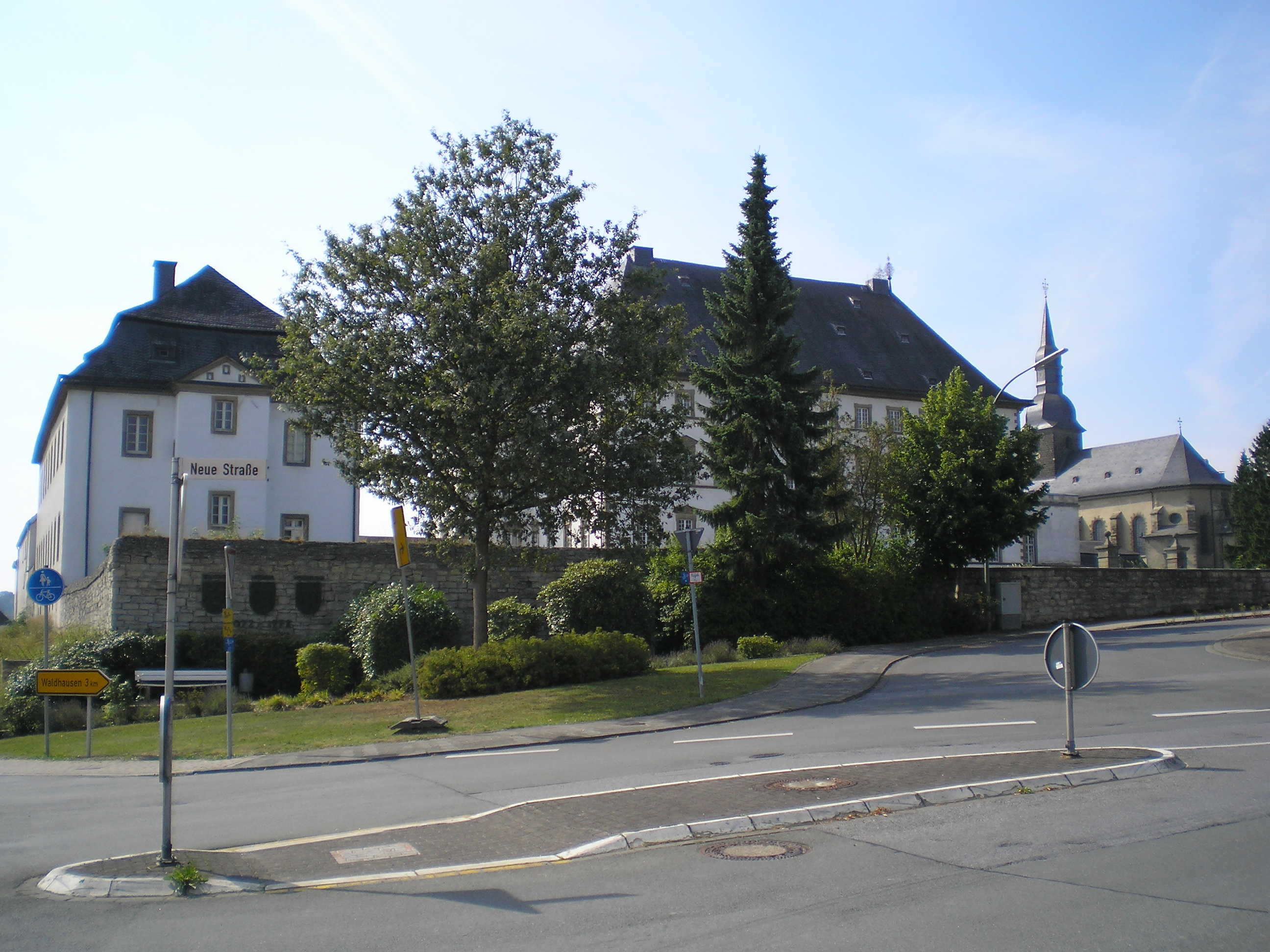
Neue Straße met daarachter de Ordensritterweg met daaraan de Parochiekerk St. Margaretha plus klooster in Warstein-Mülheim

Allagen · Belecke · Hirschberg · Mülheim · Niederbergheim · Sichtigvor · Suttrop · Waldhausen · Warstein